# Matthias C. Kettemann
Matthias C. Kettemann (* 1983 in Graz) ist ein österreichischer Rechtswissenschaftler.

## Leben
Er studierte Rechtswissenschaften in Graz, Genf und als Fulbright und Boas-Stipendiat an der Harvard Law School. Er promovierte bei Wolfgang Benedek an der Universität Graz. 2014 wurde er als Postdoktorand an die Goethe-Universität Frankfurt gerufen. Dort habilitierte er sich bei Prof. Stefan Kadelbach und Prof. Thomas Vesting am Institut für Öffentliches Recht mit einer Arbeit zur normativen Ordnung des Internets. Er erhielt die Lehrbefugnis für Völkerrecht, Internetrecht und Rechtstheorie.
Seit 2021 ist er Universitätsprofessor für Innovation, Theorie und Philosophie des Rechts am Institut für Theorie und Zukunft des Rechts an der Universität Innsbruck. Er hat dort das IQEL - Innsbruck Quantum Ethics Labs gegründet, das sich mit zentralen Fragen der ethischen Nutzung von Quantentechnologie auseinandersetzt.
2024 wurde Matthias C. Kettemann von der Generalsekretärin der UNO-Bildungs- und Wissenschaftsorganisation UNESCO für vier Jahre zum Mitglied der World Commission on the Ethics of Scientific Knowledge and Technology (COMEST) ernannt. Dies erfolgte auf Vorschlag des österreichischen Außenministeriums. Zentrale Themen von Kettemann sind dabei das Quantenzeitalter und ethische Fragen der Quantenwissenschaft. Die Weltkommission für Wissenschafts- und Technologieethik besteht aus 18 Expertinnen aus den Bereichen Wissenschaft, Engineering, Recht, Philosophie, Kultur, Religion oder Politik.

## Forschung
Seine Forschungsschwerpunkte sind nationales, europäisches und internationales Internetrecht, regulatorische Aspekte der Governance von komplexen Prozessen, insbesondere mit Blick auf die Digitalisierung und künstliche Intelligenz, Multinormativität, insb. Plattformrecht und staatliche Regulierung privater Räume, Völkerrecht des Internets und Internet Governance, Innovationsrecht, Technikfolgen- und Normenfolgenabschätzung und Zukunftsgerechtigkeit, Rechtstheorie und Rechtsphilosophie, insbesondere Rechtstheorie des Internets und Medien(recht), Medienwandel und Wandeln der Medienordnung(en).